# Rallye Sanremo 1987
Le Rallye Sanremo 1987 (29. Rallye San Remo), disputé du 12 au 15 octobre 1987, est la cent-soixantième-douzième manche du championnat du monde des rallyes (WRC) courue depuis 1973, et la douzième manche du championnat du monde des rallyes 1987.

## Classement général
| Pos | No | Pilote             | Copilote                | Voiture                 | Temps           | Écart         | Groupe |
| --- | -- | ------------------ | ----------------------- | ----------------------- | --------------- | ------------- | ------ |
| 1   | 3  | Massimo Biasion    | Tiziano Siviero         | Lancia Delta HF 4WD     | 6 h 09 min 19 s |               | A      |
| 2   | 6  | Bruno Saby         | Jean-François Fauchille | Lancia Delta HF 4WD     | 6 h 14 min 30 s | + 5 min 11 s  | A      |
| 3   | 2  | Jean Ragnotti      | Pierre Thimonier        | Renault 11 Turbo        | 6 h 16 min 55 s | + 7 min 36 s  | A      |
| 4   | 8  | Didier Auriol      | Bernard Occelli         | Ford Sierra RS Cosworth | 6 h 18 min 13 s | + 8 min 54 s  | A      |
| 5   | 4  | Fabrizio Tabaton   | Luciano Tedeschini      | Lancia Delta HF 4WD     | 6 h 20 min 05 s | + 10 min 46 s | A      |
| 6   | 10 | Guy Fréquelin      | Didier Breton           | Opel Kadett GSI         | 6 h 20 min 37 s | + 11 min 18 s | A      |
| 7   | 11 | Alessandro Fiorio  | Luigi Pirollo           | Lancia Delta HF 4WD     | 6 h 22 min 15 s | + 12 min 56 s | A      |
| 8   | 7  | Mikael Ericsson    | Claes Billstam          | Lancia Delta HF 4WD     | 6 h 24 min 00 s | + 14 min 41 s | A      |
| 9   | 9  | Paolo Alessandrini | Paolo Alessandrini      | Lancia Delta HF 4WD     | 6 h 29 min 53 s | + 20 min 34 s | A      |
| 10  | 15 | Sepp Haider        | Jörg Pattermann         | Opel Kadett GSI         | 6 h 33 min 36 s | + 24 min 17 s | A      |